# おと×まほ
『おと×まほ』は白瀬修による日本のライトノベル。イラストはヤスが担当。GA文庫（ソフトバンククリエイティブ→SBクリエイティブ）より2007年5月から2015年6月まで刊行された。
『FlexComixネクスト』にてすえみつぢっかによるコミカライズが2008年10月21日から2011年3月15日まで連載された。

## ストーリー
普通の男子中学生であった白姫彼方はある日突然、母の此方に命じられて「魔法少女」に変身する契約を結ばされる。しかも、この契約には「被契約者側から解消を申し出た場合は被契約者の性別が変わる」との附帯条項があり「魔法少女」としての務めを果たし挙げなければ彼方はムリヤリ女の子にされてしまう。
全てが納得行かないまま「魔法少女」に変身する能力を得た（押しつけられた）彼方は、お目付役のしゃべる猫のモエルを従え「ノイズ」と呼ばれる敵と戦うためにスパッツを穿き、とにかく正体と性別がバレないように日々、悪戦苦闘を繰り広げる。

## 登場人物
声優名はドラマCDのもの。

### チューナー
（当初はチューナーであったものもこちらに記す）
白姫 彼方（しらひめ かなた）
声 - 矢島晶子
本作の主人公。腰まで届く白銀色の長髪と女の子のような容姿が特徴であることを除けば、普通の中学一年生男子であったが、母・此方の命令で強引に「魔法少女・かなたん」となってノイズと戦わされる破目に陥ってしまう。契約を解消すればペナルティで本物の女の子になってしまう、と脅迫され、嫌々ながら魔法の杖・オーヴァゼアを武器に戦う。
変身後の姿はツインテールにワイシャツ・ミニスカートだが、男であることをバレないようにするため、スカートの下にはスパッツを穿く。接近戦を得意とし、オーヴァゼアを棍のように扱うが、相手が遠くにいる場合手近なものを投げつける。
身長は143cm。中学二年になっても全く伸びてなかった。魔力の大きさと成長は反比例という噂があるそうなので、魔力が強い証拠かもしれない。
此方曰く、「本当の痛みを知っている」とのこと。また、「負けず嫌い」らしく、それによって所謂一種の「負けん気」を発揮することがある（現在までに発揮した相手は連音、フィアネスのみ）。
彼の特徴である髪は幼いころより伸ばしっぱなしで、7歳の時点で「立派なまとめ髪を達成できる」長さだった。髪を長くしているのは家訓である。美容室には行っているが、いつも前髪カットと毛先を揃える程度に済ませている。
第3巻まで母親である此方が帰ってくるまで、（モエルがいたとはいえ）家事のほとんどを自分で行っていた為、元々家事全般が得意である模様。料理も上手いようである。得意な料理は肉じゃが。
毎回何らかの形でコスプレ（女装ばかり）をさせられる。特に第8巻では作者の白瀬修の欲望（作者曰く「7巻では彼方分が足りなかったから」）によって7種類のコスプレをする（挙句、最後の一つは作者が挿絵担当のヤスに依頼した本編とは全く関係ないもの）。
- オーヴァゼア

彼方のオリジンキー。直線に伸びた淡い青色の柄の先に無色透明の宝石が、銀の装飾器によって固定されているシンプルな外見で、長い杖のような形。意味在る言葉（呼び出す際の言葉）は「遍く空の果てへ」。杖の先で軌跡を描き、そこから点を打つように押し出すことで蒼い魔力衝撃「蒼の軌跡」を放つことができる。破壊力抜群で大きめの建物でも跡形もなく粉砕することができるが、本来魔力をあつかえない男性である彼方が使用するためか、一発に全ての魔力を注ぎ込んでしまいそれ以降は魔力が回復するまで使用不可能となってしまう。発展技としてオーヴァゼアを回転させ螺旋状の軌跡を描き周囲に向けて発動する（初使用時は周囲の地形を利用して広範囲かつ立体的に軌跡を描き発動）「蒼の螺旋」、更にその発展として正面に螺旋を描き、その中心を射抜いてオーヴァゼアを投擲、全魔力を収束させる「蒼の螺旋-カノン」が存在する。一度はノイズの強敵ハーシュに奪われてしまうが、ハーシュ戦後、千尋の訪問と同時に返還された。
- クロス・オーヴァゼア

現時点では第3巻と第4巻のみに登場。彼方が契約を破棄して女の子になった際にオーヴァゼアが変化した姿。装飾の形状が変わり、以前より魔法少女らしい形となっている。また、コスチュームも変化し、肩が露出された上に両方の太股にリボンが結ばれ、スパッツが消滅した（原作では完全な女の子の状態で変身していたが、漫画版ではフィアネスを倒すための最終手段として一時的な契約破棄を行ったため、アソコは残ったまま変身したが、双方モエルがスカートの下を除いた瞬間、「桃源郷」という意味深な言葉を発している。）。
扱う彼方が女性となったことで、魔力の制御が可能となり「蒼の軌跡」の連発も可能。女性となったことによって制御可能になった持ち前の魔力量の多さを使い、創造領域「蒼の世界」を発動した（モエル曰く「強引な書き換え」らしい）。
- オーバーフェイズ

第7巻において、一度破壊されたオーヴァゼアが、彼方とモエルの魔力が融合された為に新しく姿を変えたもの。先端部の形状が変わり宝石を守護するように三日月のような形の装飾が追加されている。モエルを介することで、魔力の制御が可能となっている。身体能力・魔力量が通常のオーヴァゼアと比べて格段に上がっている上に、いくらか制限があるとはいえ飛行も可能となった。
現在「瀬乃」のトップにして歴代でも優秀な素質のあるせらのに対して初使用され、ほぼノーダメージで倒した。その際、全力での真っ向勝負では新技「蒼の始点」を発動した（具体的な効果は不明だが、現在彼方の使用している魔法でも段違いの高威力であると推測できる）。
なお、変身時のコスチュームも普段とは細部が異なるものとなるのだが、モエルのイメージ通りにコスチュームを変化させることができるという欠点?が存在する。
- オーヴァークリア

第15巻において、みんなの想いが彼方に結集して作り変えたもの。変身時のコスチュームは通常と同じだが、スパッツ以外の服が透明になるという欠点を持つ。
白姫 此方（しらひめ こなた）
彼方の母。髪の長さ以外の容姿は彼方とそっくりで、どうみても小学校高学年か中学生ぐらいにしか見えない。身長は彼方と同じらしいので143cmと思われる。日常生活の裏で魔法少女に変身し、ノイズと戦っていたが、ある日突然「所用で（実はリゾートへ）出かける」と言い、息子である彼方を強引に後継の魔法少女にしてしまう。時々、世界各地で遊び歩いている様子が挿入されていたが、第3巻でやっと帰ってくる。
家事を彼方やモエルと分担して行っているが、食事に関しては朝昼晩全て彼女が作っている。しかし、献立が「料理の本を適当に開いた時のページに載っているもの」で決まるので、和洋折衷どころではないレパートリーになっている（彼方はこれに少々不満がある）。
漫画版のおまけ漫画において、幼少期の彼方と一緒に写っている写真があったが、現在と全く変わらない容姿をしていた。そのことから、年齢不詳であるという点が強調されている。
自分がお姫様であるという嘘を彼方に信じさせるために数百人のエキストラを雇ってそれらしく振舞ったり、ビーチを（季節を多少外していたとはいえ）すぐさま借り切ったりと、相当な財力を持つことがうかがえる。また、第7巻・8巻において自分に関する人物に危害を加えようとする者に対して調教を行ったり、本来上司であるはずの「瀬乃」にも精神的圧力をかけたりしていることから、（ある意味）絶大な権力を持っているといえる。
時折、モエルを相手に悲しげな表情を見せているところから過去に何かしらの事情がある模様だが、真偽は不明。
変身後の姿はピンクと白を基調としたふわりとしたドレス。魔法少女としての実力は彼方達よりもはるかに上で、一人でも強力なノイズ達を数匹まとめて薙ぎ払うことができるほど。また、エフェクトが「お前なら（フィアネスをすぐに倒せるだろうから）すぐではないのか」と問われて否定はしなかったことからも、実力の高さがうかがえる。
オリジンキーは桜色のショール。詳細はわかっていないがかなりの力を持つと思われる。また、使用時に桜花が舞い散る描写がある。意味在る言葉は「此処に芽吹け、命の花」。
モエル
声 - 皆川純子
白姫家で飼われている猫。彼方は普通のペットだと思っていたが、実は魔法少女の「お目付役」（これはモエルが自称しているだけで他のチューナーにはこういった役目を負った者が全くいない）で人語を解し、話すこともできる。魔法少女という存在に対してかなりのこだわりを持っているほか、オタク趣味で若干いやらしい性格をしている。彼方に対する想いの強さ故にしばしばセクハラまがいの言動をするが、一方で彼をバカにされると本人以上に怒る。他人を呼ぶ際、ほとんどの場合は本名で呼ばずニックネームをつけて呼ぶ（現在までで例外はせらののみ）。
その正体は元人間で、本名はエル=モエル。「フェイズ」という変身能力を持っており（後述）、これを唱えることで人間の少女の姿に戻ることができる。このときの姿は、身長よりも長い金髪と赤い瞳が特徴で、ネコ耳と尻尾がある（ノイズと人の中間的な姿をしている）。戦いはあまり得意ではないが、猫の姿でも弱いノイズなら戦って倒せる程度の力を持っている。
白姫家に来る前は、チューナー兼科学者として幼少から才能を発揮していた。魔力にも早くから目覚め、扱いなどにも優れた資質を見せていて、早期にチューナーになった後、チューナー本部で暮らし、いくらかの経験を経て科学者にもなる。しかし、当時行っていた「オリジンキーの研究」中に自らのオリジンキーと融合してしまう。これにより「フェイズ」（または、「メタモルフォーゼ」）の能力を得る。これを研究所の上司に報告・実践したところ、「化け物」の烙印を押されて謹慎を命じられる。すぐさま逃亡したものの、命すらも狙われることとなるが、すんでのところで此方に助けられ、以降白姫家に住むことになる（逃亡してそれほど間をおかずに今の猫の姿をとっている模様）。
なお、生みの親等の血縁関係・年齢などは一切不明。少なくとも7年以上は白姫家にいることがわかっている。此方が旅行中の時には家計を担当。おまけに彼方の弁当を作ったり、おにぎりを握ったりまでできる。
- ルナ・フェイズ

月の満ち欠けをイメージさせるオリジンキー。三日月の爪や半月の弓、満月の盾といったように、その形を自在に変化させることができる。本来ならばそのような魔力の固定や操作は極めて困難なのだが、モエルは自身の持つ並外れた構築力でそれを可能にしている。
モエル本人と融合しており、それにより彼女に変身能力を与えている。また、融合しているため常に魔法少女に変身しているのと同じ状態である。
現時点でこのオリジンキーの意味在る言葉は不明。
委員長
声 - 斎藤千和
一年次も二年次も彼方と同じB組で、どちらもクラス委員長。マイペースな性格の眼鏡っ娘。同級生からはことごとく「いいんちょ」と呼ばれており、本名は不明。事あるごとに彼方を誘惑し、調教しようとするような言動が目立つ。
実は魔法少女であり、名前がわからなかったのは認識阻害のため。自身の母の目的のために行動してきたが、本当は母を止めて普通の親子としての生活を望んでいた。そのために彼方を強くし、自分と一緒に母を倒させようとしていた。後に母と彼方達との決着がついてからは、彼方の仲間として行動するようになる。ただし本名は不明のままである（第11巻によると「く」で始まるらしい）。変身後の姿はひざまでを隠す真っ白なワンピース。
あまりにも彼方に対して過激なセクハラをする（耳を甘噛みする、首筋を舐める、尻を揉む、尻を撫でる、体中を撫で回す、口に指を入れるetc）ため、モエルには「えろんちょ」などと呼ばれる。受身に回ることが少ないからか、逆に自分に対してセクハラや所謂「攻め」の行動を取られると動揺する。
あまり注目されることはないが、胸が大きい様子（第4巻の最後では「胸が大きくなった気がする」と呟いており、ドラマCDでもモエルが「デカ胸優等生」と発言している）。
- シャイン・プリヴェンター

真っ白な傘のオリジンキーで、青空をイメージした彼方のオーヴァゼアとは対称的な白い雲のイメージ。意味ある言葉は「其は、全てを遮るもの」。白い霧で相手の視界を遮ったり、白い竜巻で攻撃したりすることができる。
元々は防御重視のオリジンキーであり、結界を張れば留真、依、エフェクトが三人で障壁を作ったときよりも頑丈なものとなる。閉じた状態ならば、刺突による攻撃も可能。
- エコー（反響）

バズにオリジンキーを奪われた委員長が使った魔法。幻の雨を降らせ、その雨粒一つ一つに自らの暗い過去の記憶や想いをノイズとして宿して弾けるたびに反響させる。元は母であるフィアネスが使った、人のトラウマやコンプレックスを増響して刺激する魔法だが、フィアネスは名前をつけず命名は委員長によるものである。
樋野 留真（ひの るま） / グレイス・チャペル
声 - 小清水亜美
彼方が住む大枝町の隣町に住む赤髪の魔法少女で、彼方とは同い年。8歳のころにチューナーとなる。「〜ですの」という口調で話し、驚いた時に「はたっ！？」と言うのが口癖。重度のドジっ娘だが、実戦経験は豊富でコインを武器にノイズと戦う。変身後の姿は炎のような紅いドレスで、ところどころに金粉がちりばめられている。グレイス・チャペルというのは魔法少女として戦うときに名乗る名前。彼方によって「グレちゃん」というあだ名をつけられるが、本人は嫌がっている。強気で負けず嫌いな性格で、本人は自覚していない模様だが彼方に淡い恋意を抱いており、いわゆるツンデレの気がある。また、モエルが言うように「耳年増」なところがあり、彼方について妄想するとよく暴走する。その際に決まって「不可抗力ですの」と言い訳している。
実は孤児であり、魔法少女として戦い始めた理由は自分の育った礼拝堂を取り戻すため。ものすごく貧乏で公園に建てられたテントで生活している。そのためかお腹をすかしていることが多い。モエルからは「るま子」、「ですの娘」、「グレ子」などと呼ばれている。
依とはチューナーになって間もない頃からの仲で、当初は無愛想な態度をとっていた。しかし、依によると彼方の影響で最近は少しずつ心を開いているようであり、第9巻では依のために決死の覚悟で自分を犠牲にした行動に出ている。
漫画版のおまけによると、本部から特別な支援を受けている（内容は、「変身前の服装が新品同様の状態になって戻ってくる」・「変身するときはいつも綺麗な服装である」）。
髪や変身後の服装にはじまり、テント・普段の服装であるジャージ・愛用のドラム缶（入浴用）・制服のリボン等、身の回りのものは大抵赤色で統一されている。
- ウィズ・インタレスト

胸元に吊り下げられたコイン形のオリジンキーで、意味在る言葉は「絶えなく廻れ、金華の焔」。金色のコインを作り出し指で弾き出すなどの方法で相手にぶつけて攻撃する。本体である胸元のコインは当初は冷たい色をした銀貨だったが、「失うことを恐れず、大切なものを守り続ける」という心の変化とともに、暖かな色の金貨へと変化した。
右手と左手で放つコインの種類を使い分けており、右手で放った場合は手数重視のマルチショットで、一度コインを相手に当てるとその周囲にいくつものコインが現れ全方位から攻撃することができる。左手で放った場合は威力重視のパワーショットで、炎を纏ったコインで撃ち抜くことができる。その他、大量のコインを周囲にばらまき、赤いラインで結ぶことによりドーム状の障壁を作ることができる。攻撃にせよ防御にせよ、事前に魔力をチャージする必要があり、魔力をチャージし続けることによって威力をあげることもできる。
第10巻において、オリジンキーの本体に自身の魔力を全て注ぎ込んでノイズに撃ち込む「バンクラプト」という技を編み出した。この技はノイズの全身を炎で包み込むだけでなく、本体の魔力が尽きてもそのノイズから力を吸い上げることで蒼い炎を生み出し、ノイズが完全に消滅するまでその体を燃やし続けるというものになっている。
幾瀬 依（いくせ より）
魔法少女の一人で24歳（登場時）現役OLのお姉さん。ウェーブのかかったライトブラウンの髪をポニーテールにしている。スタイルが良く、かなりの巨乳の持ち主（16歳の時点で胸は大きかったらしく、昔の跳琉との訓練中にも「また1サイズアップしましたけど」と言っている）。モエルからは「でか乳」「おっぱい風船」など、胸に関するニックネームをつけられている。普段から格闘技をしているらしく、変身しなくてもかなりの体力があり、彼方と同じく接近戦を得意とする。変身後の姿は短めのチュニックワンピースと黒のロングタイツで他の魔法少女と比べると落ち着きがあるデザイン。
かわいいものを見ると色々と妄想してしまい、抱きついてしまうという困った癖があり、もっぱら彼方と瑠真が被害者になっている。本人曰く、抱きつく行為を「はぐ」と呼び、それを行うのは「はぐ神様」の思し召しらしい。「はぐ」する際に胸を相手の顔に押し付けるため、彼方は非常にこれに困っている。また、あまりにも「はぐ」が好きなので、跳琉からは「いつか幼女をさらってくると思っている」と言われたり、その妹である鳴には「はぐ」を求めた際の勢いが強すぎたため、トラウマを植えつけてしまっていたり、彼方や留真にも「この人なら誘拐とかしてても不思議じゃない」と言わせたりする程。見た目は若く二十代には見えないが、本人はこの歳で魔法少女と呼ばれることにコンプレックスを抱いており、年齢の話をすると落ち込んでしまう。これは物語内でよくいじられている（新年の際に成人式の経験があるのが自分だけである、温泉旅館に行った際に自分だけ大人用浴衣であるetc）。
16歳のときにチューナーになり、ほぼ同時期に留真と出会う。それから彼女と仲良くなりたいと思い、そして彼女を守ろうと誓う。現在まで、ノイズによる大怪我を負った原因はほぼ「留真に危険が及ばないようにするため」であることからその信念の固さがうかがえる。彼方にも同じ感情を抱いており、「瀬乃」本部に突撃を敢行している。
大枝町から電車で一時間ほどの街に住む。彼方曰く「駅からの道にコンビニ、スーパーなどの生活に必要な店舗が揃って」いて、なおかつ「駅に近い」ところにある「十三階建て」のマンション。立地条件が良い理由は、彼女の本職とチューナーの報酬によるものとのこと。部屋にはファンシーなぬいぐるみが多く、携帯には大量のマスコットやキーホルダーがぶら下がっている。
- リンカーズ

細い鎖のオリジンキー。意味在る言葉は「鎖よ、絆を糾え」。拳に巻いて篭手にして殴りつけるという戦い方がメインで、非戦闘時は肩から腰にかけて、バツの字にして体に巻きつけている。相手に巻きつけて動きを封じたりすることもできるが、依にとって鎖とは「誰かと誰かを繋ぐもの」である為、「誰かを縛る物」として使用するのは苦手。「その代わりの戦法を考えろ」と言われて考えたのが現在の篭手にして殴るスタイルである。
第9巻において、腕に巻いた鎖を回転させることで魔力の渦を発生させ、相手を引き寄せる引力を作り出す「リンカーズ アクセル」という能力（技?）を発動した。
フィアネス
委員長の母親。ただし正確には委員長の母親が大量のノイズを取り込んで意識を乗っ取られたディスコードに近い存在で、本当の名前は不明。かつては優秀なノイズの研究者であり、凄腕のチューナーでもあったが、研究の過程で人の心を魔法で操るという禁忌を犯してしまい力を剥奪（オリジンキーを破壊）されてしまう。チューナー達への復讐のためにそれまでに培った知識を利用し、ノイズの力を取り込み自身の力とする技術「ノイズリダクション」を行い力を蓄えてきた。彼方達との決戦のあと意識を取り戻したが、またすぐに気を失ってしまう。その後、病院に入院していることが判明、度々委員長がお見舞いに来ているようで、最近アメリカンジョークに興味があるらしい。
委員長がいつも三つ編みである理由を作ったのは彼女である。
織梳 いおる（おりすき いおる）
登場時は高校二年生。現在は高校三年生とみられる。激戦区である東京担当のチューナーでかなりの強者。身長は委員長より少し高い。母を目標にデザイナーを目指し、レディースブティック「フリル」を手伝う。
おっとりとしたお姉さんだが、実は主体性のない自分を卑下している面がある。そこから生じた変身願望から極めて好戦的なもう一つの人格が生まれ、二重人格となっており、変身時は好戦的な人格に切り替わる。後に、その不安定な人格が原因でキーアウトを起こしてしまう。魔法少女時の衣装は黒のライダースーツ。
本人は卑下しているが彼方によると「線がすごくしっかりしてい」て「迷いなくペンを走らせ」てデッサンを行っていて、「三歳年上の人とは思えないほど上手い」とのこと。
エフェクトに対して最初は誤解していたが、最後はきちんと自分の行ったことを謝罪し、彼方に「優しい騒音へ」と綴った絵を贈っている。
普段の一人称は「あたし」、変身時の一人称は「アタシ」と人格に応じて微妙に一人称が変わる。
- シルク・ストリング

銀色の針の形状をしたオリジンキーで、後端には縫い針のような穴が開いている。意味ある言葉は不明。大量の針で攻撃することができるが、メインの戦い方は針と糸で敵を絡めとり、動けない敵に直接魔力の振動を叩き込むというもの。本人曰く、これを使わないのは「接近戦じゃないとつまらないから」。
響 連音（ひびき つらね）
指揮者の一人。第5巻で留真と依の鑑賞の時に登場。それ以降、フードを被った姿で度々姿を見せるが、第6巻で素顔を晒す。スーツ姿のいかにも「有能な秘書」といったイメージのする女性で、髪は茶色。それなりに胸がある。語尾に「～さね」とつける話し方をする。せらのに特に気に入られており、その為かどうかはわからないが他の指揮者よりも一段高い位置にいる模様。せらのがよく胸を揉んでくるので困っている、とモエルや彼方に愚痴をこぼしているが、傍目から見ていると困っているような様子は見られない。重音という姉がいて、瀬乃芹名の付き人。
逃亡者であり危険因子のモエルを捕らえるため、遂に白姫家へと狙いを定める。指揮者である為、非常に能力は高く、（オリジンキーによる補助があったとはいえ）彼方を一対一の接近戦で完封する程の実力。モエルを呼び出すため、彼方を誘き寄せて一対一を仕掛け、前述の結果となるが彼方の「負けず嫌い」によって形勢が逆転、敗北する。それによりその場を見逃すが彼方や留真、依、エフェクト、委員長全員に忠告し、立ち去る。モエル失踪後、組織に出向いたモエルに対して最も人情味がある対応を見せた。彼方が本部に殴り込みをかけた際には、グレイスと交戦。終始優位に立つがグレイスの捨て身の攻撃によってまたも倒される。
- サウンド・モニター

ヘッドホン型のオリジンキー。意味在る言葉は不明で、変身後の姿も不明。スーツ姿がそうである可能性が高い。能力は「魔力の出す波長を読み取り、相手の行動を読むこと」。連音曰く「ド派手な魔法は使えやしない」が、それを補ってあまりあるほどの実用性がある能力だと言える。
響 重音（ひびき かさね）
響連音の姉で、瀬乃芹名の付き人。芹名の命令で彼方と勝負するが、此方が来て魔力を全身から解放させた彼方の攻撃を防げず、勝負に負けた。
- フォーハンド

通信用インカム型のオリジンキー。意味在る言葉は不明。能力は分身。
瀬乃 芹名（せの せりな）
瀬乃の現在の統率者。娘はせらので次期当主と思われる。髪は白髪。せらのとそっくりで、せらのを少し大きくしたような容姿。彼方を女装させてダンスパーティーに出させた後、彼方と重音を勝負させた。
此方を瀬乃に所属させるために、まず彼方を倒して強引に瀬乃に加えようとした。そのためパーティーの後で彼方を重音と勝負させた。勝利条件は瀬乃の玉座にいる自分を一歩でも動かす事。彼方一人に対しては圧倒していたが、此方が来て燃え上がった彼方が魔力を全開させて突進してきたため敗れた。
此方を迎えたいのは優秀なチューナーが欲しいからと称しているが、本当は此方が好きで自分の傍にはべらせたいから。此方の事はこなちゃんと呼んでいる。
- コンダクト

指揮棒型のオリジンキー。意味在る言葉は不明。変身後の姿は黒の修道服。能力は、自他関係なしに魔力を強制的に操る事。
瀬乃 せらの（せの せらの）
「瀬乃」の次期当主と思われる。第7巻ではトップとか継承者とか書かれている。外ハネしている白い髪をしていて、瞳の色は青。水色のオーバーオールにクリーム色のセーターをよく着用していて、外見はまるで少年だが魔法少女。純粋とはまた違った意味で「真っ白の心」を持った少年。彼方曰く「連音さんとは姉弟みたい」。本人にはまるで自覚なしだが気に入った人物に対して胸を揉もうとする（現在までに行った相手は、彼方、連音、依。それぞれに「女性とは違った感じがする」、「一番気持ちいい」、「ぷにょぷにょでぽよぽよで今までで一番すごい」と評価している）。また、相手のシャツのボタンを外すのがとても素早い。
現時点では、依に「はぐ」されていない唯一の女の子。
- ブランク・スコア

指揮杖型のオリジンキー。能力・意味在る言葉は不明。変身後の姿は白の修道服。
跳琉
依に戦い方を教えた師匠。26歳（登場時）。二十歳からチューナーをやっている。チューナーを引退するつもりでいたが、諸々の事情があって続けることになる。
- タップ・フラップス

タップシューズ型のオリジンキー。意味在る言葉は不明。能力は「金属部に触れた地点の爆発」。爆発の用途は移動や蹴りの強化など多岐にわたる。
鳴
跳琉の妹。16歳（登場時）。十三歳からチューナーをやっている。姉より資質がよく、これからに期待されている。
- クラップ・フリップス

フラメンコの際に使用する手袋の形をしたオリジンキー。能力・意味在る言葉は不明。

### ノイズ
エフェクト
彼方と依が戦った強力な敵。一人称は「我」。意思を持つノイズ「ディスコード」。元々は不定形の黒い塊が人の形を作っており、決まった姿はなかったが、第5巻で人間社会に溶け込んで暮らすために完全な人の姿を取るようになる。身長は170後半で体格は細めで煉瓦色の肌と鈍色の髪を持つ美人。しかし、美人ではあるものの性別を感じさせない容姿であり、声も男か女か判断できない中性的なもの。着物に近い装束を着ている。ノイズであるために彼方達とは敵対していたが、自身の戦う意味を見出せなくなったことにより人を襲わなくなり、彼方達に協力するようになる。後に大枝中学の英語教師として赴任してくる。彼方たちが進級すると二年B組の担任となった。言葉は少なめで感情の変化に乏しいが、義理堅く律儀な性格で、妙に人間くさい一面もある。
世間知らずな上に純粋なため、委員長や丈が言う嘘知識を信じ込んで変な行動をすることがある。彼方に対しては何かしらの信頼めいたものがある（箸の使い方を教えてもらった時の事・西瓜割りで彼方の指示だけを実行した事etc）。
必殺技は「ディストーション」で、相手の魔力とは別の魔力の振動をぶつけて魔力を相殺、自壊させる技。
これまでに女装をしたことが無い。巫女服・初登場時の服を除いてアロハ服や袴を着用させられており、正月で袴を着た際に（不服だったのかは不明だが）彼方に「何故自分が袴で、お前は振袖なんだ」という旨の発言をしている。
野々下 深未（ののした ふかみ）
転校生で彼方の家の同居人。女装した男子つまり男の娘。愛称は「ふかみん」だが作中ではまだ使われていない。身長は150cm程度で彼方より少し大きい。海を思わせる紺青色のロングヘア。彼方が中学二年生に進級した始業式の日に出会った。此方とは何かつながりがあるらしく「こなた」と呼んでいる。
露出癖があり、服を脱ぐところを人に見せたがる。彼方に最初に出会った時もいきなりスカートをめくって中を見せようとした。家の中では半裸で生活している。本人が言うには露出狂ではなく「私は正しく露出している」。また自分が脱ぐだけでなく彼方の服もすぐに脱がせようとする。
始業式の翌日に大枝中学校に転校。彼方と同じ二年B組に編入される。彼方と友達になったが、彼方は「初めての友達」である。更に深未は自分が男の子であると告白。その後彼方の家に同居する。彼方とともに女性用下着を買いに行き、彼方に初めての下着女装をさせてしまう。
その正体はノイズの最高位者の子であるらしく、ノイズ側ではお姫様と呼ばれている。両親とは小さいころに死別し、周囲に不幸が頻発することもあって親戚の間を転々としていた。小さいころから人の想いを聞くことができたがその大半が悪感情であり、悪感情が奏でる騒音に海の底へ沈むかのように埋もれていたところを千尋に拾われ彼女たちの一員になる。此方に誘拐されたが、此方によると深未がノイズ側に戻るかは「私が決めることじゃないわ」である。
ノイズを吸収して消滅させる能力があり、強敵ハーシュとの戦いで自分のノイズに乗っ取られかけた彼方も回復させた。
意味在る言葉は「揺蕩（たゆた）う海の底へ」。ただし、これは彼方のまねをしたもので、自らの心にではなくノイズに呼びかけて変身する。
実は生まれながらのチューナー、かつ自らの能力のせいで取り込んでしまったノイズを媒介にオリジンキーと一体化して暴走している存在であり、精神世界での戦いで彼方に救われた直後にこれまで貯めこんできた自身の絶望と取り込んできたノイズが生み出した最大最悪のノイズ「ピリオド」が深未から分離、全てを滅ぼそうとする。
真の意味在る言葉は「揺蕩う海と共に」。オリジンキーは紺碧色の杖「ディープ・ボトム」。
野々下 千尋（ののした ちひろ）
カコフォニーのまとめ役。和服に身を包んだ女性で、カコフォニーとしては珍しく静かで温厚な性格。戦いは終息した後は、消滅こそ免れたものの子供サイズに縮んでしまった。
ハーシュ
カコフォニー。白と黒のパーカーを纏った少年で、千尋とは対照的に好戦的な性格。彼方戦でオーヴァーゼアを奪い、優位に立つも最終的に敗れる。
バズ
カコフォニー。ひょろりとした長身を覆うロングコートを纏い、つねにうつむき加減でチリチリに伸ばした前髪が顔を隠すため、まるで影が立体化したかのような印象の男性という外見。カコフォニーが収集したオリジンキーはその多くがバズの手によって収集されている。自身を無数に分割することができ、その1体1体は弱いものの1体でもオリジンキーに触れることができればリバーブを放つことができる。

### その他の人物
明日野 丈（あすの じょう）
声 - 小林和矢
「情報屋」を自称する彼方の同級生。二年に進級しても彼方と同じB組となった。サブカルチャーに関する知識が豊富で、特に魔法少女系の萌えアニメに詳しい。新聞部員である（ただし部員は丈だけ）。日頃から彼方に様々なイベントを仕掛け、そのたびに物理的な制裁を受けている。軽い男のようでいて、彼方が落ち込んでいるときにはすぐに察してやることができる面もある。名前は『あしたのジョー』から。
彼方が中学生になってほとんどすぐに、（彼方に「自分は男」と言われてもなお）「好きだ」と告白。その際にとった行動が元で、彼方と親友になる（彼方にとって、これが恐らく初めての「親友」）。
魔法少女サイドの人間ではないが、比較的出番は多い。また、彼方が不在なときは特に古伊万里みさらとセットで登場することが多い。
古伊万里 みさら（こいまり みさら）
一年A組の委員長だったが、進級して彼方と同じ二年B組になった。彼方のファンクラブ「白姫会」の創立者で代表。髪の色は焦茶色で、頭の片側にだけお団子を作り、そこから長い髪を垂らすという特徴的な髪型をしている。良家のお嬢様であり、かなりの財力がある。幼い頃ノイズに襲われそうになったところを此方に助けてもらった過去があり、彼方に惹かれるようになったのはそれがきっかけである。
常に彼方と一緒にいて様々な女装コスプレをさせたりする明日野丈には敵対心を燃やしている。新たに登場して彼方と親密そうな野々下深未にも対抗意識を燃やし、深未の言葉に対抗して彼方の愛玩動物になると宣言した事もある。
「家の名前に負けないように」、と幼い頃より武道などを習い、文武共に鍛えている。それ故か、自分の部屋には最低限の物しか置いていない。彼方はこれに驚いていたが、部屋に備え付けられている隠し部屋には大量の彼方グッズ（ex:文化祭で彼方が着たウェディングドレス、彼方のぬいぐるみ、丈が盗撮した彼方の写真）が置いてある。彼方と同じクラスになった事には狂喜している。白姫会は月刊の会誌を発行しているが、彼方はそれを知らなかった。
小早川 ひらく（こばやかわ ひらく）
声 - 渡辺明乃
ドラマCDのみ登場のオリジナルキャラ。セントモニカ学園高等部二年生（彼方中一時）。彼方とは対照的な男の子のような少女。
来栖 真帆（くるす まほ）
声 - 後藤沙緒里
ドラマCDのみ登場のオリジナルキャラ。セントモニカ学園高等部二年生（彼方中一時）。ひらくの幼馴染。

## 用語
おと×まほ（題名）
ノイズをはじめとして作中に音響関係の用語が多く使われている。台湾版の題名は聲音×魔法である。「おと」は音と男を掛けたものと思われるが、音という意味の方が中心らしい。
大枝中学校
理事長という役職の人がいるので私立校と思われる。此方の圧力で色々と無理がきくようで、エフェクトを教師に押し込んだ上、彼方のクラスの担任にした。深未を女子生徒として彼方のクラスに編入したのも同様の力があっての事だろう。
大枝町
彼方達の住む、本作の主な舞台となっている町。彼方曰く海に面し、森林に恵まれた田舎町で、都会ほどではないが賑やかさもそこそこある。田舎なので人的ネットワークは緊密。彼方がやっぱり女の子という噂は商店街であっという間に広まった。

### チューナー関連
チューナー
いわゆる魔法少女と呼ばれる者達で、人々に知られることなくノイズと戦う存在。魔法「少女」と性別が限定されているのは元来魔力とは女性に色濃く宿るものであり、男性は扱うことが出来ないため（彼方は例外的にとてつもない量の魔力を保有しており、且つ魔力回復力が尋常でない）。
バックには「日本の政治経済の根幹にすら干渉している」ほど大きな組織「瀬乃」が存在している。ノイズとの戦いでかなり大きな被害が出た場合でも素早く対応し、証拠を隠滅することができる。また、この仕組みは古くから存在するらしい（詳しくは後述）。
戦闘の際には変身を行うことにより、身体能力や防御力、治癒能力を上昇させることができる。魔法少女に変身している間は、周囲に認識阻害の力が働き、ノイズの存在などもあやふやになるほか、知人に目撃されても誰であるかはわからないようになっているらしい。
なお、倒したノイズの数や強さ等に応じてチューナー達には報酬が支払われる（かなりの高額）。
依曰く、名称があまり統一されていない模様。
オリジンキー
簡単に言うと魔法を使うための道具であり武器。その形や能力は持ち主の心の底にある想いを映し出すため、人によって異なる。持ち主それぞれの「意味在る言葉」（一種の呪文）を発することにより、召喚することができる。
持ち主の心が元となっているため精神が不安定になると呼び出せなくなったりする。また、精神の変化等によって形状や性質が変わることもある。
また、オリジンキーは単なる道具ではなくチューナーたちと共に戦い、共に成長し、共に生きていくものらしく、そこにはチューナーとは別のオリジンキーの記憶があり、その記憶もまた違う領域に収められているとのこと。
オリジンキーは変身後の服装を維持するための鍵であり、また、オリジンキーによってチューナーの服装は決められている。この際、基準はオリジンキーから見た「所有者のイメージ」からくるもの。
シリーズを通して、ノイズに並ぶほどの最重要キーワードで、本当の性質については謎な部分が多い。どこから来るのか、何によって形成されているのか等、「瀬乃」すらも把握していない点があるらしい。モエルはこの秘密の一端に触れている。
モエルが行った研究において、「オリジンキーと融合してしまった人間は変身能力を得る＝ノイズと人間の中間にいる存在となること」がわかっている。これにより「オリジンキー＝ノイズ」という仮説が「瀬乃」によって立てられた。真偽は定かではないが、仮に真実だとすれば「魔法少女」という存在の概念が大きく揺らいでしまうらしい。
意味在る言葉
魔法少女に変身するための呪文のようなもの。持ち主の心の底にある想いで決定されるため、人によって異なる。
鑑賞
音叉から放たれる波長をオリジンキーに当て、共鳴した音を聞くことによって刻まれた記憶を読み取り、ノイズの波長を聞き取ること。これによりチューナー達の報酬が決められるとともに、その成長度なども調べられている。
連絡をすると場所が指定され、本部から“指揮者”と呼ばれる全身ローブ姿の女性が来てこの鑑賞を行う。
キーアウト
オリジンキーを持つ者たちが有する“原初の想い”を外してしまったときに起こる状態。いわゆる暴走状態。
オリジンキーを自らの生み出したノイズによって奪われてしまう。
創造領域
世界を創り出す究極の魔法。術者がその世界の主となり、主が望むように世界を作りかえることができる。使うには途方もない魔力と、それを形にするだけの強い想いが必要になる。
- 現在までに発現した領域

バースオブナイト
暗闇に包まれ、すべての人々が眠りにつき悪夢を見続けることにより強力なノイズを生み出し続ける世界。
蒼の世界
多彩な種類の青色の空が広がる世界。フィアネスが苦痛を感じていたため、ノイズにとって有毒である模様。また、チューナーには多少の治癒効果をもたらしている。
（名称不明）
炎によって創られた金色のドレス。他の創造領域と異なり周囲に世界を構築せず、ただ触れたものを燃やし尽くすことのみに特化している。なお、初回発動時に彼方から口づけで魔力を補充したことに対してグレイスが「不可抗力」であると叫び、千尋がそれを創造領域の名であると誤解している。
ミュート・ワールド
白一色に広がる世界。取り込まれたノイズの動きを鈍くさせる上、有毒である。
瀬乃
魔法少女を管理・統括する機関。本部は世界中で有名な楽器メーカーの超高層ビルで、従業員は全て女性。最上階は「瀬乃」の統率者が住む空間となっている。
本部はかなりの敷地面積を持ち、内部には研究所・訓練施設・居住区などがある。一般的な従業員には知られていないがノイズを捕獲しており、それらを用いて実験などを行っている。
過去にモエルが行った研究によって、「魔法少女」の概念において致命的な点が見つかっていることを全力で秘匿しようとしたことから、何かしらを魔法少女たちに隠している節がある。
「日本の政治経済の根幹に干渉している」と作中では言われている。

### ノイズ関連
ノイズ
世界の調律を乱し、破壊するもの。詳細は良く判っていないが人の想い、願い等が形となったものらしい。元の人の想いが強いほど強力なノイズが生まれるとされる。姿は個体によりバラバラだが、たいてい異形の姿をしている。基本的に明確な意思などを持たず、周囲の人を襲ったり物を破壊したりする。また、複数の想いが混ざり合って生まれる、不定形のスライムのような「なり損ない」も存在する。
その性質上人口の多いところほど大量のノイズが生まれ、なり損ないも含めて強力なものとなる傾向にある。
出現した際にはチューナーの耳に砂嵐のような雑音が響き、大きなものや近くにいるものほど雑音は大きくなる。
ディスコード（不協和音）
意思を持つ特異な存在のノイズ。通常のノイズよりもはるかに強い力を持つ。エフェクトやハーシュがこれにあたる。なおディスコードはチューナー側の呼称で、ノイズ側の自称はハーシュによるとカコフォニー（不快音）。ただし他のディスコードもそう呼ぶのかは不明。有力なディスコードが、ノイズ全体の作戦の立案や指令をしているらしい。
ノイズリダクション
ノイズの力を取り込み自身の力とする技術。
リバーブ（残響）
チューナーの心を具現化したものであるオリジンキーに触れ、直接ノイズを送り込むことでチューナーの心をノイズに侵食させる技。その結果チューナーはオリジンキーを奪われる。対抗するには強い意志を持ち心に隙を作らないことしかない。

## 評価
日本近代文学研究者の久米依子は、本作は同時期の「男の娘」ライトノベル作品（例えば『けんぷファー』など）とは異なり、その女装（他作品においては女体化も含む）が単なる少女コミュニティーへの参加手段・セクシュアルファンタジーの装置だけにはなっていないと評価しつつ、彼方が自らがまったく男性らしくないことに悩んできたことを振り返りながら、ジェンダーとは何かという社会的見地からの問いを投げかけることもなく、あっさりと「それが、ボクだ」と自己肯定してしまう第1巻最後付近の場面を、「一歩先へ思想を進めようとしないライトノベルの残念な面」であると惜しんでいる。

## 既刊一覧

### 小説
- 白瀬修（著） / ヤス（イラスト） 『おと×まほ』 ソフトバンククリエイティブ→SBクリエイティブ〈GA文庫〉、全16巻
  1. 2007年5月31日初版第一刷発行（5月15日発売[3]）、ISBN 978-4-7973-4164-5
  2. 2007年8月31日初版第一刷発行（8月10日発売[4]）、ISBN 978-4-7973-4293-2
  3. 2007年12月31日初版第一刷発行（12月15日発売[5]）、ISBN 978-4-7973-4538-4
  4. 2008年3月31日初版第一刷発行（3月15日発売[6]）、ISBN 978-4-7973-4752-4
  5. 2008年7月31日初版第一刷発行（7月15日発売[7]）、ISBN 978-4-7973-4918-4
  6. 2008年12月31日初版第一刷発行（12月15日発売[8]）、ISBN 978-4-7973-5176-7
  7. 2009年3月31日初版第一刷発行（3月15日発売[9]）、ISBN 978-4-7973-5407-2
  8. 2009年7月31日初版第一刷発行（7月15日発売[10]）、ISBN 978-4-7973-5537-6
  9. 2009年12月31日初版第一刷発行（12月15日発売[11]）、ISBN 978-4-7973-5763-9
  10. 2010年4月30日初版第一刷発行（4月15日発売[12]）、ISBN 978-4-7973-5937-4
  11. 2010年9月30日初版第一刷発行（9月15日発売[13]）、ISBN 978-4-7973-6146-9
  12. 2010年12月31日初版第一刷発行（12月15日発売[14]）、ISBN 978-4-7973-6286-2
  13. 2011年6月30日初版第一刷発行（6月15日発売[15]）、ISBN 978-4-7973-6560-3
  14. 2011年11月30日初版第一刷発行（11月15日発売[16]）、ISBN 978-4-7973-6814-7
  15. 2012年7月31日初版第一刷発行（7月15日発売[17]）、ISBN 978-4-7973-6923-6
  16. 2015年6月30日初版第一刷発行（6月15日発売[18]）、ISBN 978-4-7973-7528-2

### 漫画
- 白瀬修（原作） / ヤス（キャラクター原案） / すえみつぢっか（作画） 『おと×まほ』 ソフトバンククリエイティブ〈Flex Comix〉、全4巻
  1. 2009年3月11日発行（3月10日発売[19]）、ISBN 978-4-7973-5356-3
  2. 2009年10月9日発行（10月7日発売[19]）、ISBN 978-4-7973-5674-8
  3. 2010年4月10日発行（4月8日発売[19]）、ISBN 978-4-7973-5919-0
  4. 2012年6月12日発行（同日発売[19]）、ISBN 978-4-593-85696-1

## 関連作品

### イメージソング
アニメイトとコミックとらのあなで発売された第5巻の限定版にイメージソングCDが特典として付いた。アニメイト限定版ととらのあな限定版でジャケットと歌手に違いがあり、アニメイト限定版では音声合成ソフトウェア初音ミクによって歌声が演奏され、とらのあな限定版では同人音楽の人気歌手が歌った。2008年8月9日に発売された『GAマガジン』Vol.1では「GAマガジンVer.」として同じ歌のバージョン違いが付録として付いた。
キボウノネイロ
作詞・作曲・編曲 - ryo / プログラミング - ryo (アニメイト限定版) / 歌 - Sari (とらのあな限定版)・社長 (GAマガジンVer.)
Azure orbit
作詞 - yuiko / 作曲 - 流歌 / 編曲 - 流歌 (アニメイト限定版・とらのあな限定版)・Aikawa Razuna (GAマガジンVer.) / プログラミング - 五条下位(アニメイト限定版) / 歌 - yuiko (とらのあな限定版・GAマガジンVer.)

### ドラマCD
フロンティアワークスより2008年8月27日に発売された。FCCN-0038。